# Giovanni Maria Mataloni

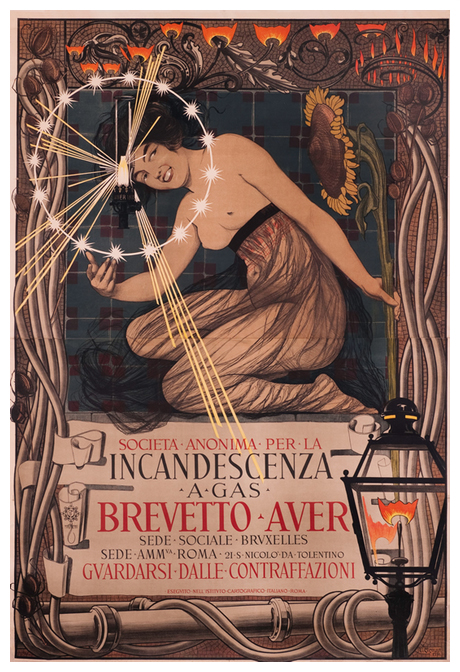
Auer Gasbeleuchtung

Giovanni Maria Mataloni (* 24. Juli 1868 in Rom; † 21. September 1944 ebenda) war ein italienischer Plakatkünstler des Jugendstils.
Es gibt keine Angaben über Matalonis künstlerische Ausbildung. Er begann seine berufliche Tätigkeit beim Casa-Ricordi-Musikverlag.
Als selbständiger Künstler debütierte Mataloni 1895 mit dem Werbeplakat für die Gasbeleuchtung
der Firma Auer. Das Plakat wurde von der Kunstkritik hoch bewertet und wurde zwei Jahre später im Album Maitres de L’Affiche (Paris, Imprimerie Chaix, S. 72) reproduziert.
Sein Freund, der Maler Antonio Mancini führte ihn in die künstlerischen Kreise von Rom ein. Im Jahre 1896 wurde Mataloni Mitglied der Künstlergruppe In arte libertas.
In folgenden Jahren schuf er Werbeplakate für die Tribuna Illustrata (1897), für Grocco Arzneien und Cora Vermouth (1898), für Scena Illustrata (1900), für den Juwelier Calderoni (1901), für die Hygieneausstellung (1902), für die Internationale Ausstellung Mailand (1906) u. a. Er war auch Mitarbeiter vieler italienischer Zeitschriften.
Im Jahr 1908 erstellte er die Fresken im Speisesaal des Faraglia Kaffeehauses auf der Piazza Venezia und im Palast der Landwirtschaft in Rom.
Giovanni Maria Mataloni wurde zum Professor für Aktmalerei an der Accademia di San Luca berufen.
Im Zeitraum von 1920 bis 1930 war er in der kartografischen Abteilung des De Agostini-Instituts tätig.